# Transavia Denmark

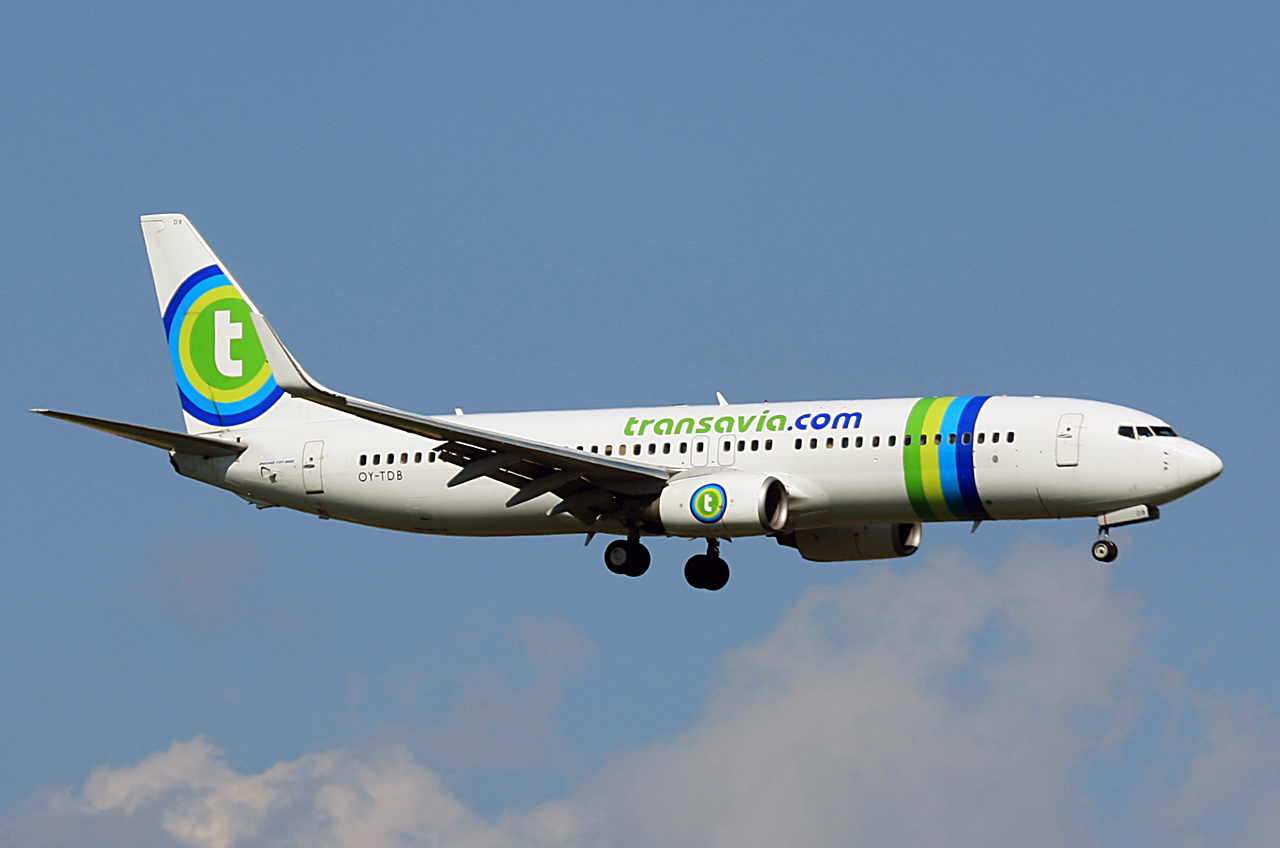
Un avion de la compagnie Transavia Danemark.

Transavia Danemark ApS, également appelé Transavia.com Danemark ou Transavia Danemark, était une compagnie aérienne à bas prix danoise, filiale de Transavia.com. Sa base principale (plate-forme de correspondance aéroportuaire) se situait à l'aéroport de Copenhague. Transavia Danemark exploitait principalement des vols réguliers et charters vers des destinations de loisirs. Son siège social se situait à Kastrup, à Tårnby.

## Histoire
La compagnie aérienne a été créée et a commencé ses activités le 6 novembre 2008. Sterling Airlines a fait faillite en novembre 2008 et Transavia en a vu une bonne occasion pour se lancer au Danemark.
Transavia Danemark a commencé des vols à partir de l'aéroport de Billund. La compagnie a opéré cinq itinéraires à partir de Billund. Elle a également annoncé une plus grande base à l'aéroport de Copenhague, dont elle a exploité dix lignes. Les ventes de billets pour la nouvelle compagnie aérienne low-cost ont commencé le 7 novembre 2008.
En septembre 2010, il est annoncé que Transavia Danemark va cesser ses activités le 23 avril 2011. À partir du 1er novembre 2010, les activités en cours s'arrêtent progressivement jusqu'à l'arrêt complet, le 23 avril 2011. Le propriétaire de Transavia Danemark, Air France-KLM, a déclaré que la partie danoise de Transavia n'était pas à la hauteur des attentes.

## Destinations
Voici une liste des aéroports que Transavia Danemark a desservis (y compris les destinations saisonnières) :
- Autriche
  - Innsbruck - Aéroport d'Innsbruck
  - Salzbourg - Aéroport de Salzbourg
- Danemark
  - Billund - Aéroport de Billund
  - Copenhague - Aéroport de Copenhague
- France
  - Montpellier - Aéroport de Montpellier-Méditerranée
  - Nice - Aéroport de Nice-Côte d'Azur
- Grèce
  - La Canée - Aéroport international de La Canée
- Italie
  - Naples - Aéroport de Naples-Capodichino
  - Pise - Aéroport international Galileo-Galilei de Pise
- Espagne
  - Barcelone - Aéroport international de Barcelone-El Prat
  - Las Palmas de Gran Canaria - Aéroport de Gran Canaria
  - Malaga - Aéroport de Malaga-Costa del Sol
  - Minorque - Aéroport de Minorque
  - Palma de Mallorca - Aéroport de Palma de Majorque
  - Tenerife - Aéroport de Tenerife-Sud

## Flotte
La flotte de Transavia Danemark se composait des appareils suivants en novembre 2010 :

## Service à bord
Transavia.com propose le "Assortment on Board", acheter à bord, offre de service des aliments et boissons pour l'achat.